# Cycnium recurvum
Cycnium recurvum är en snyltrotsväxtart som beskrevs av Adolf Engler. Cycnium recurvum ingår i släktet Cycnium och familjen snyltrotsväxter. Inga underarter finns listade i Catalogue of Life.